# Roman Havelka

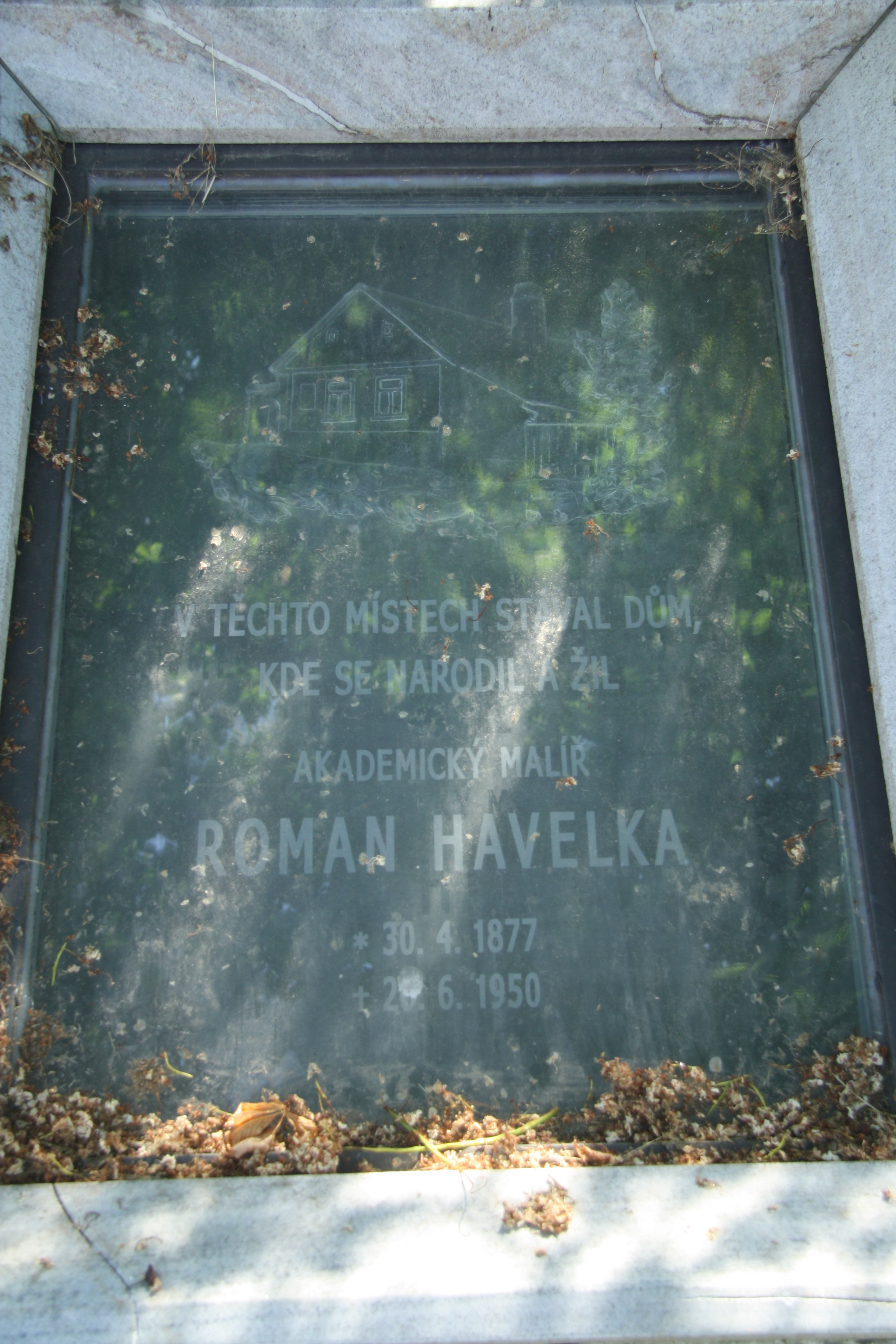
Pamětní deska na rodném domě Romana Havelky, Jemnice

Roman Havelka (30. dubna 1877, Jemnice – 20. června 1950, Znojmo) byl český akademický malíř-krajinář.

## Život a tvorba
Roman Havelka pocházel ze síťařské rodiny z Jemnice. V osmi letech se s rodiči a sourozenci odstěhoval do Jihlavy. Tady navštěvoval německou měšťanku a našel zde prvního velkého příznivce svého talentu – učitele J. Haklera. Studoval na Vysoké škole uměleckoprůmyslové u Stanislava Suchardy a Felixe Jeneweina, později ve školním roce 1895/96 přešel na Akademii výtvarných umění v Praze k Juliu Mařákovi a Antonínu Slavíčkovi, aby absolvoval u Rudolfa z Ottenfeldu v létě 1900. Studia dovršil pobytem v Drážďanech a Mnichově. Na stipendijních cestách poznal Itálii, Bosnu a Hercegovinu.
Již jako studentovi mu učarovaly krajiny Podyjí, jejichž kouzlo mu pomohl objevit starší a již velmi uznávaný kolega František Bohumír Zvěřina. On zase o mnoho let později pomohl nalézt cestu k umění Janu Jůzlovi. Vystavovat začal od roku 1900 a sklízel mimořádné úspěchy, když v následujících letech 1902 a 1903 obdržel Hlávkovo cestovní stipendium. Dokázal vidět a zpodobnit přírodu tak, že přesně vystihovala náladu krajiny. Vycházel z krajinářství Julia Mařáka. Jako malíř se věnoval i organizátorské spolkové práci a od roku 1923 byl předsedou Sdružení výtvarných umělců moravských; jeho čestným předsedou byl až do své smrti.
Vystavoval i v zahraničí, např. ve Vídni, Londýně, Berlíně. Díky výborně zvládnuté kresbě patřil i k významným ilustrátorům, například se podílel na ilustrování díla Augusta Sedláčka Hrady a zámky české.
Roman Havelka zemřel na své poslední návštěvě Podyjí na zápal plic 20. června 1950 ve Znojmě. Jeho dílo bylo prezentováno na sedmi desítkách výstav a čítá přes tři tisíce obrazů. Úctu k umělci vyjadřují i názvy ulic například v Jihlavě a ve Znojmě.

## Díla v českých galeriích a muzeích
Havelkova díla jsou v mnoha českých galeriích a muzeích:
- Oblastní galerie Vysočiny v Jihlavě
- Galerie Středočeského kraje v Kutné Hoře
- Galerie výtvarného umění v Ostravě
- Oblastní galerie Liberec
- Galerie výtvarného umění v Hodoníně
- Muzeum umění Olomouc
- Muzeum města Brna
- Západočeská galerie v Plzni
- Krajská galerie výtvarného umění ve Zlíně
- Památník národního písemnictví

## Galerie

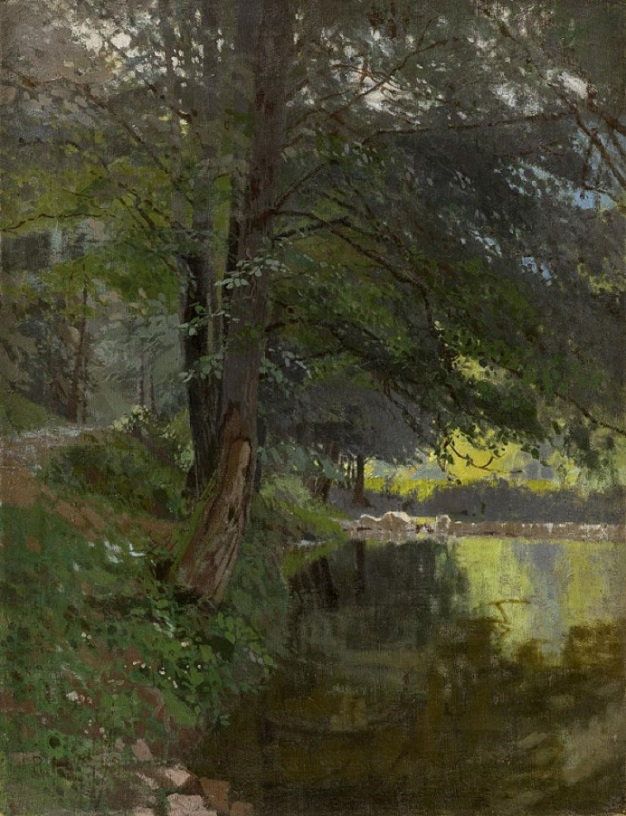
Roman Havelka Hráz se stromy u rybníka
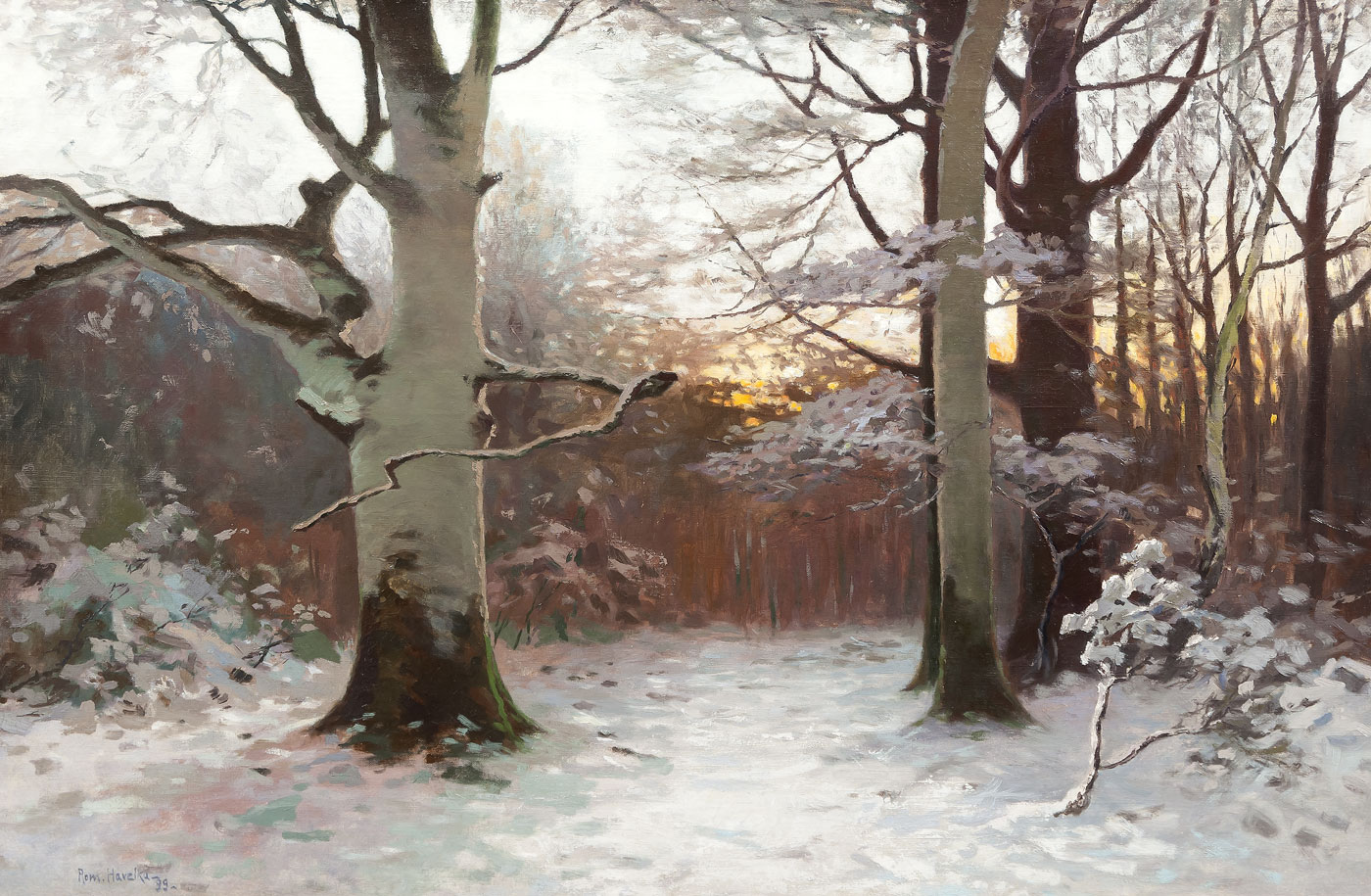
Roman Havelka Duše bukového lesa (1899)
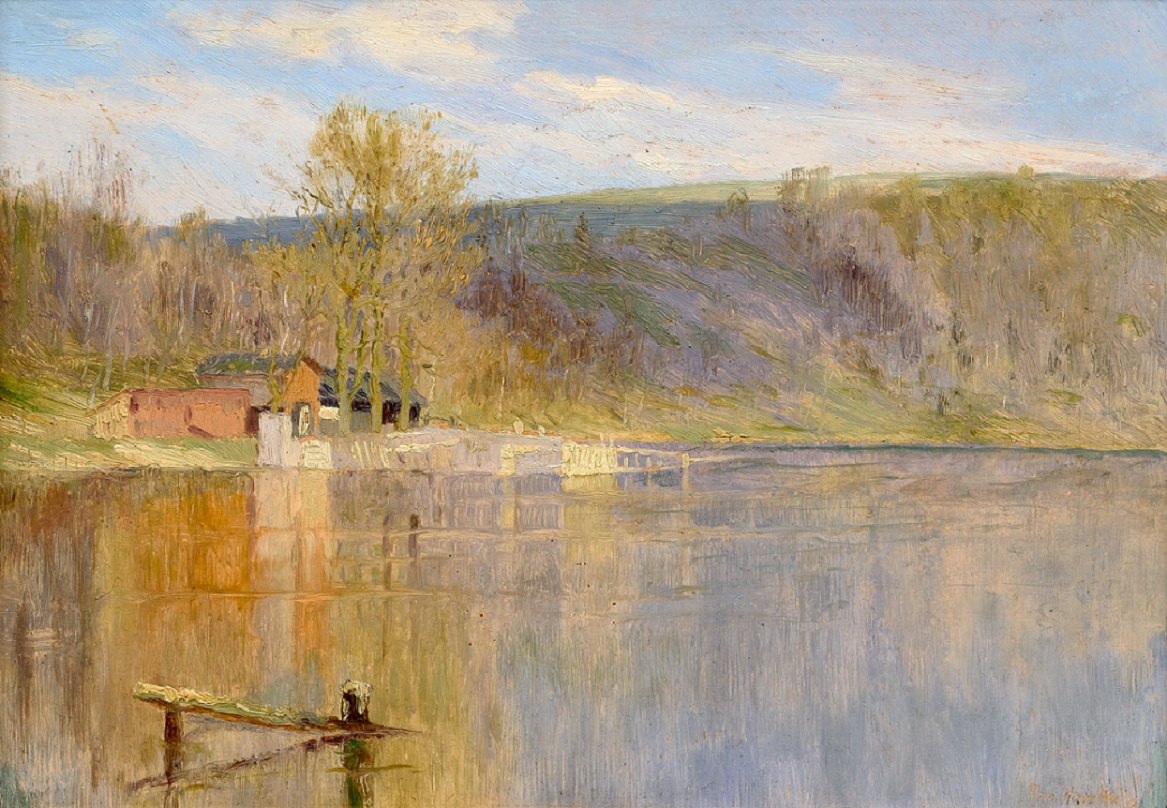
Roman Havelka Na rybníce (1899)
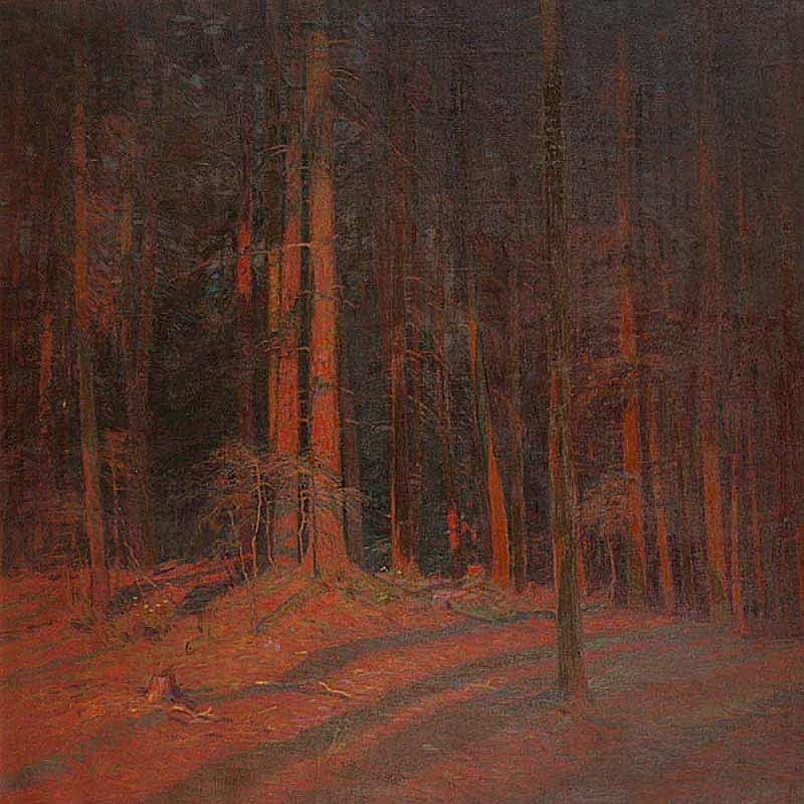
Roman Havelka Lesní interiér (1902)
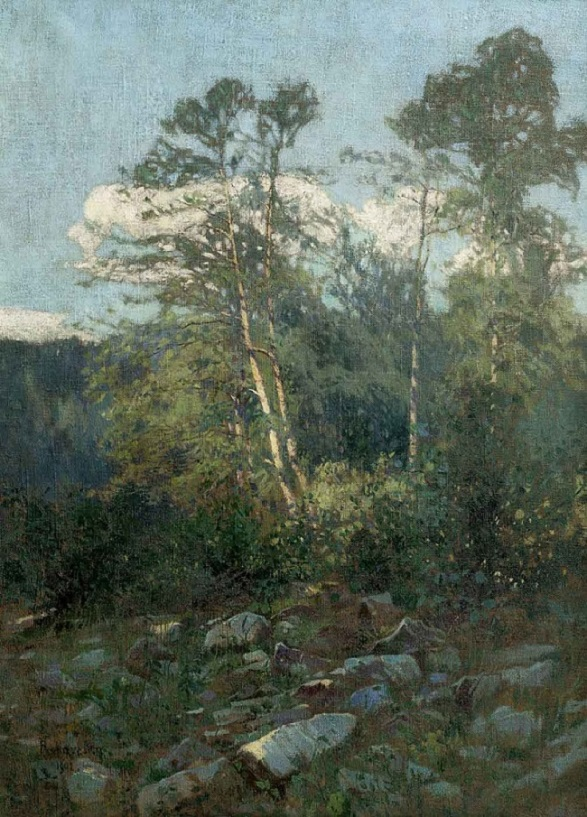
Roman Havelka Kraj lesa (1902)
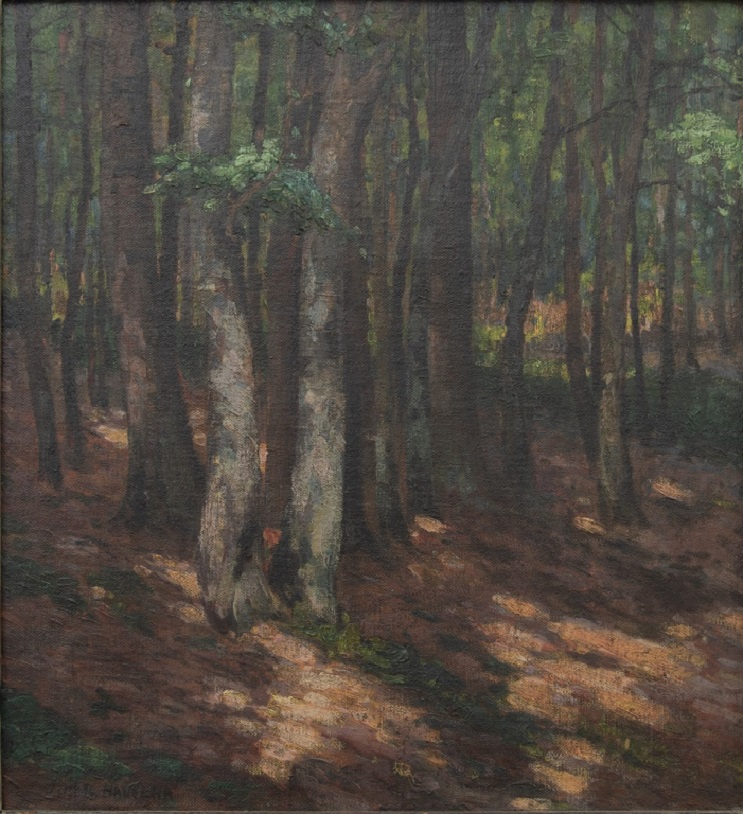
Roman Havelka Slunce v bukovém lese
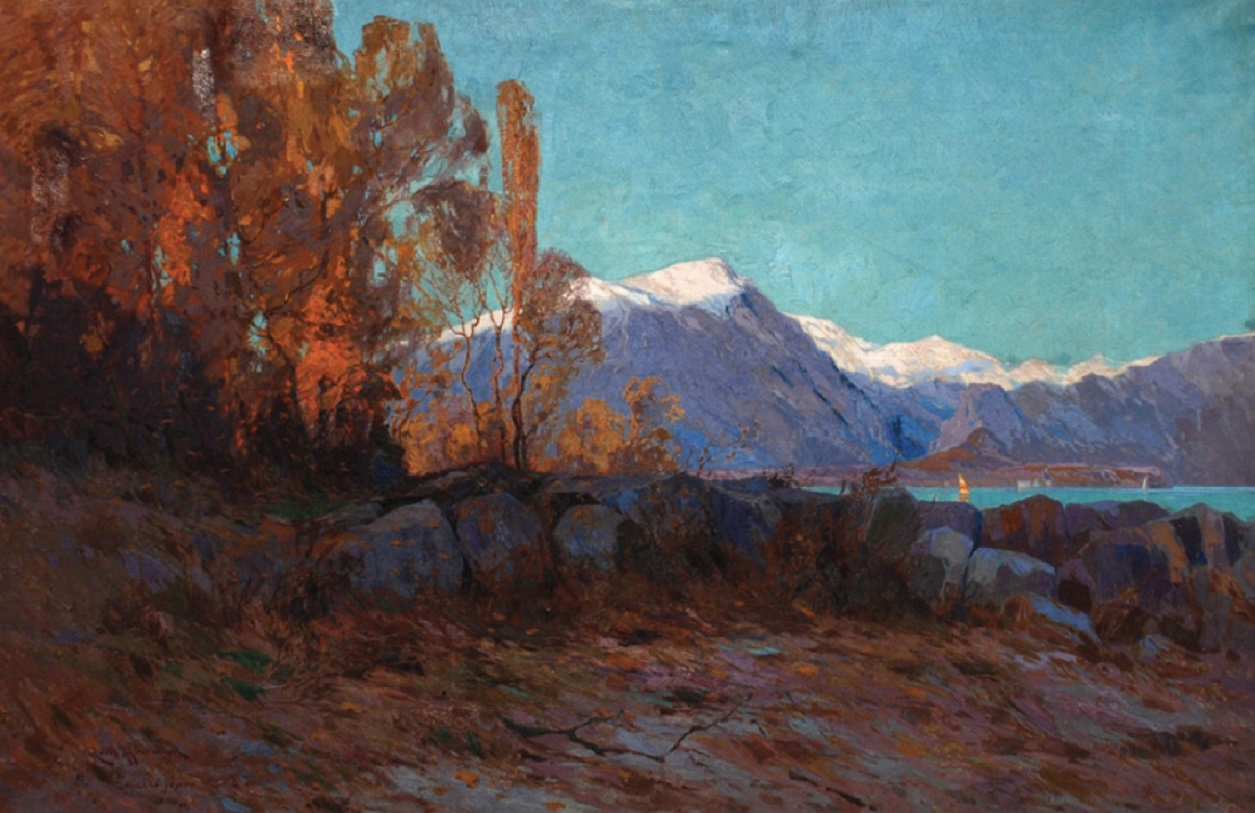
Roman Havelka Gardské jezero (1903)
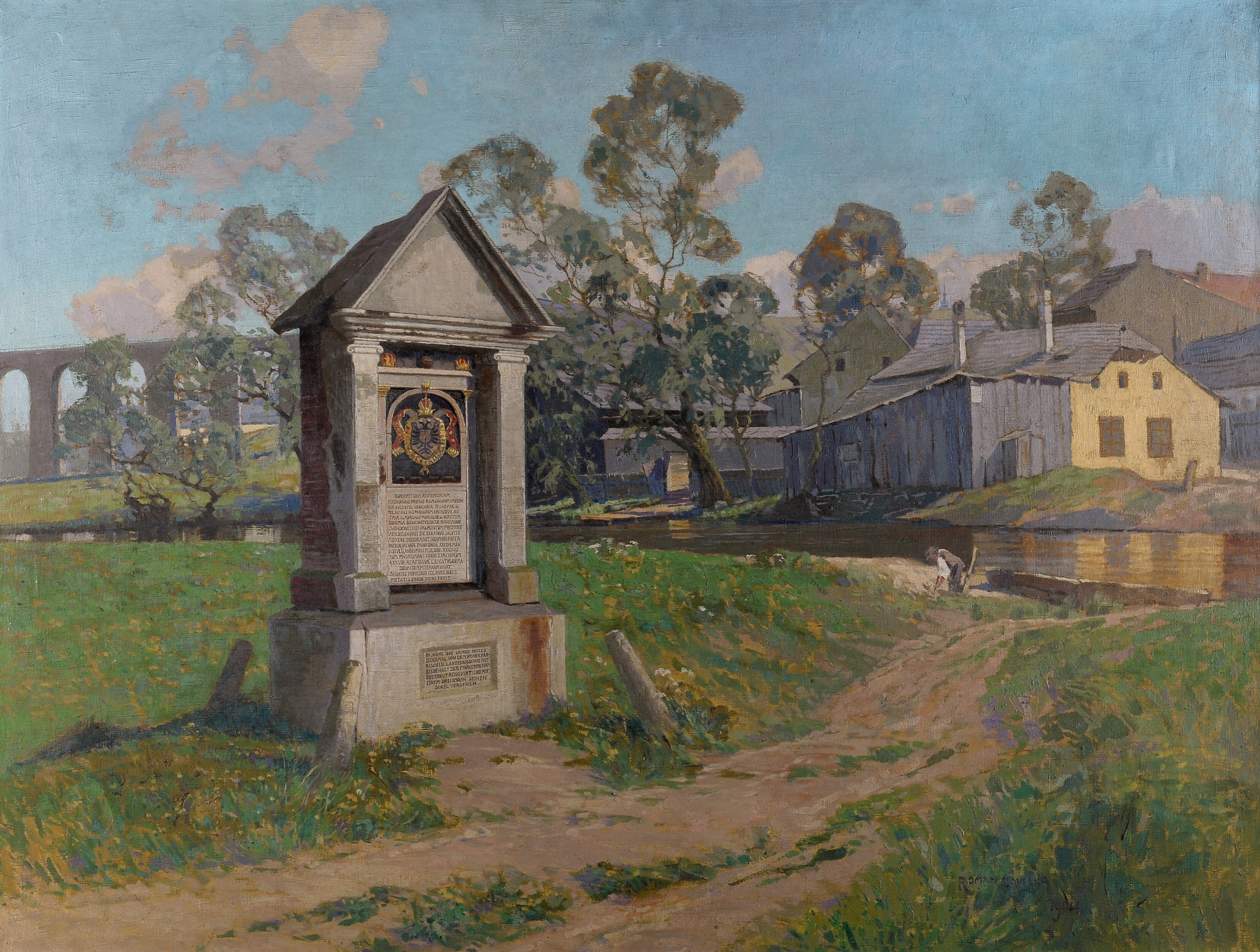
Roman Havelka Krajina od Jihlavy (1904)
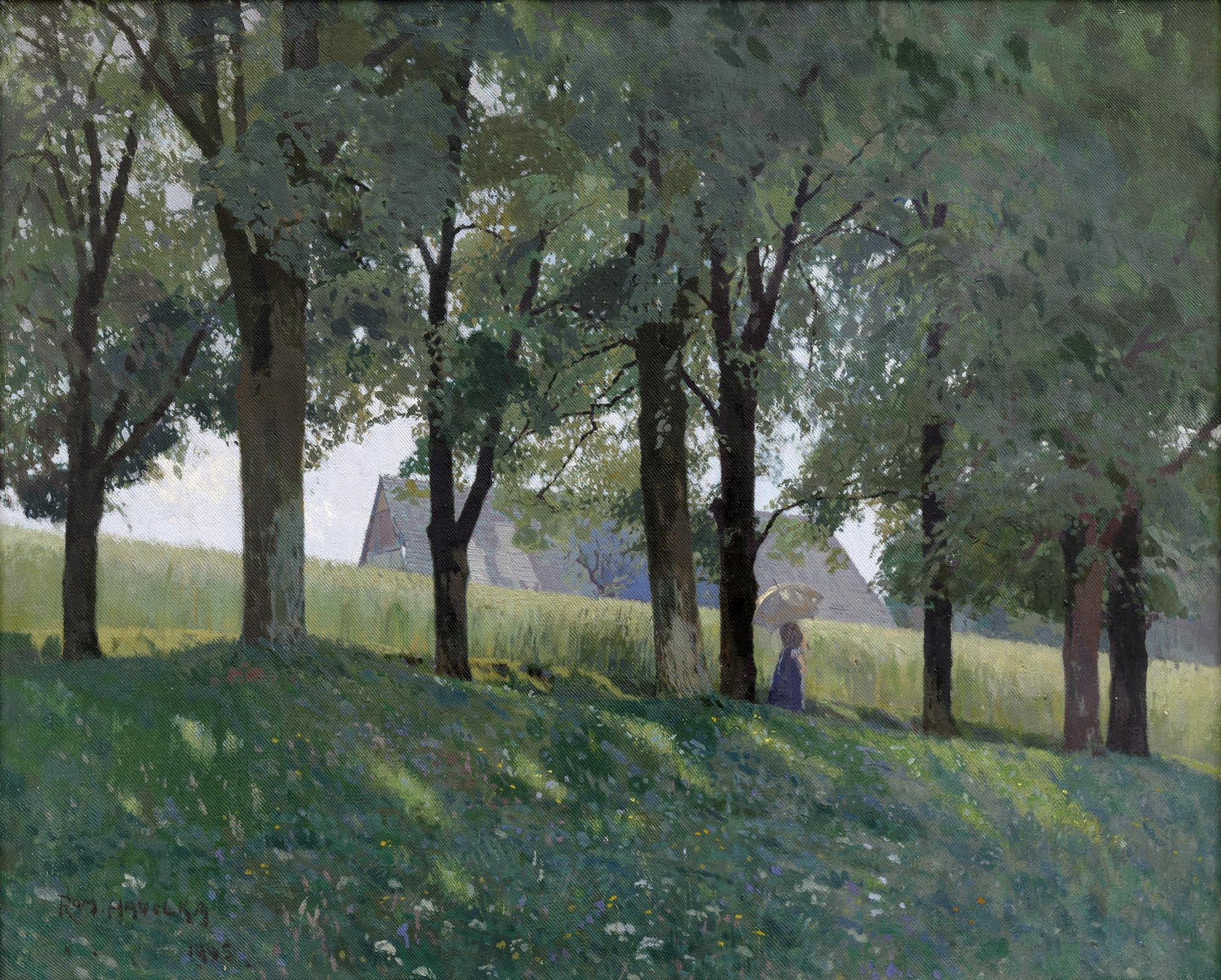
Roman Havelka Cesta na Vraníč (1905)
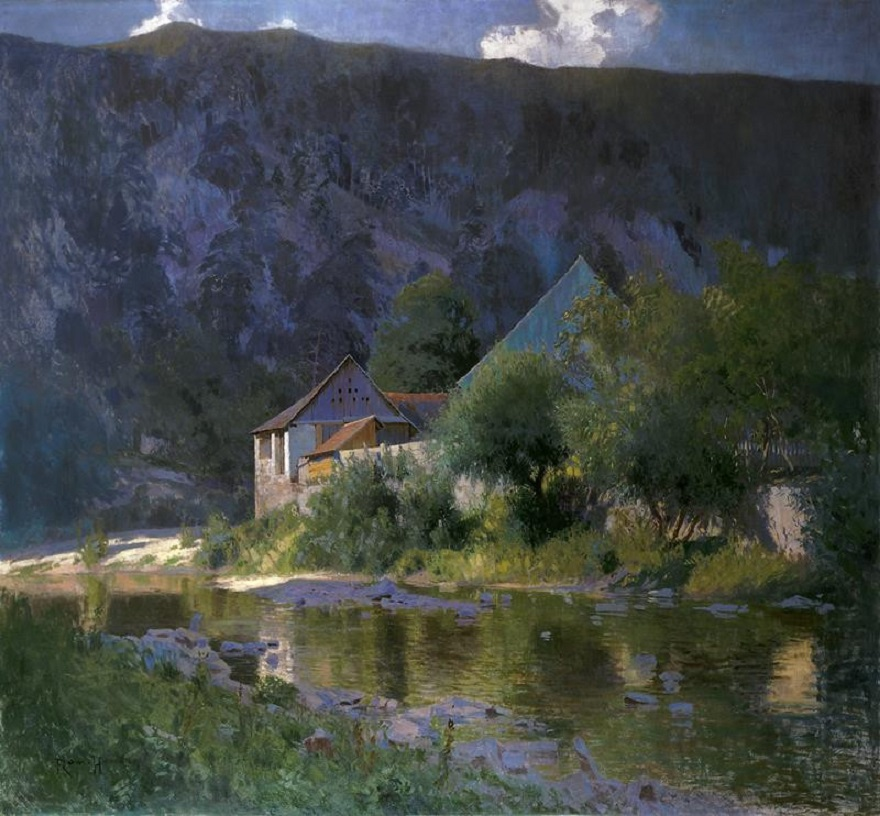
Roman Havelka Z Bítova (1905)
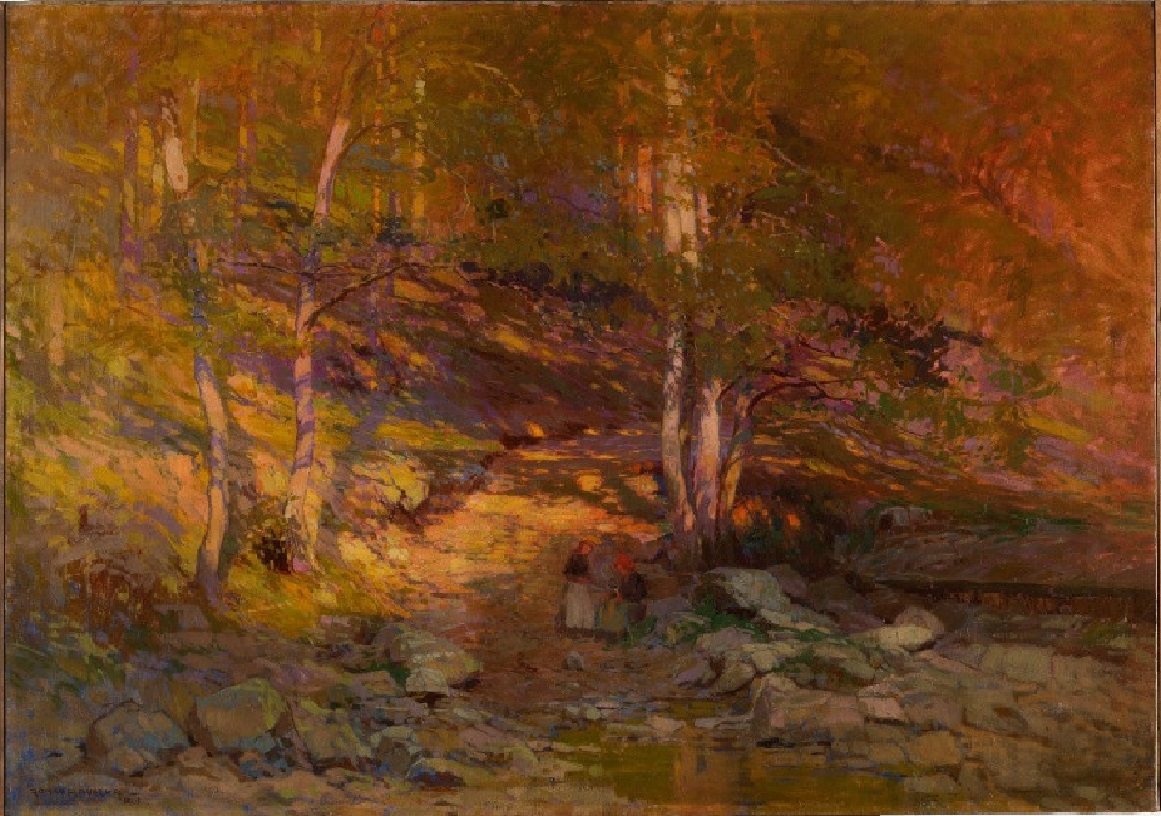
Roman Havelka Letní odpoledne (Lesní cesta) (1908)
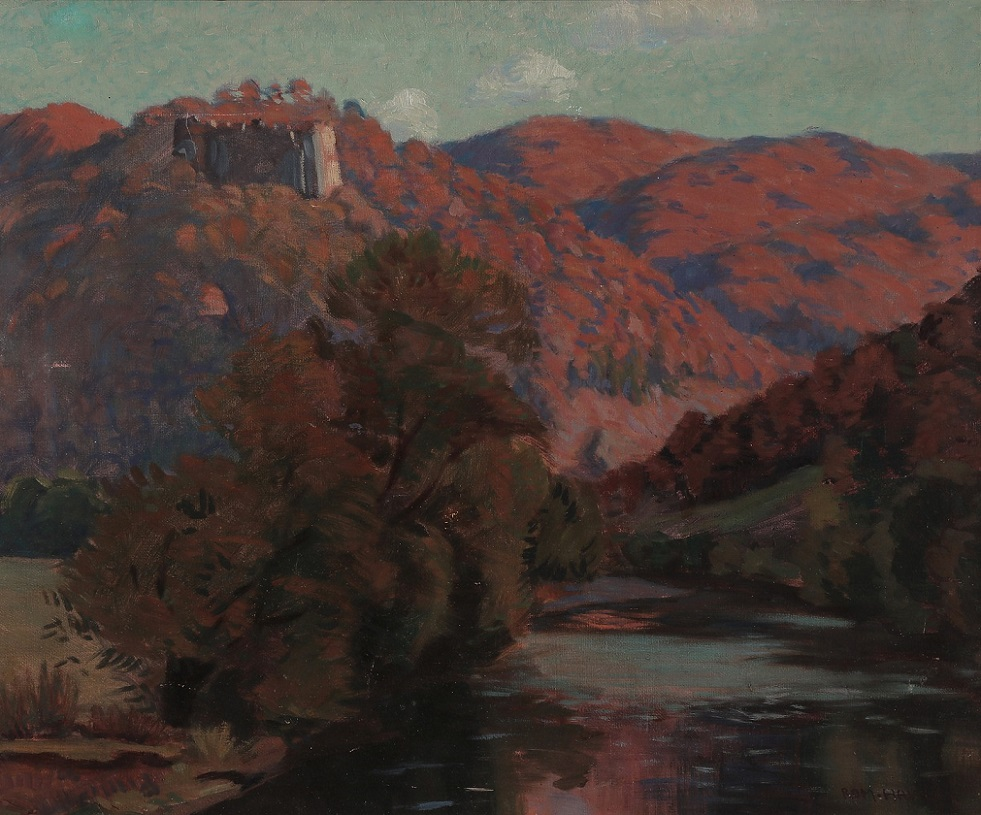
Roman Havelka Při západu (1909)
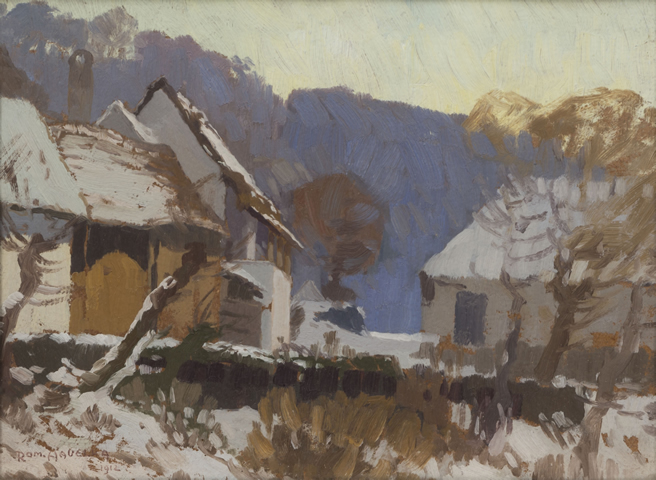
Roman Havelka Mezi chalupami (1912)
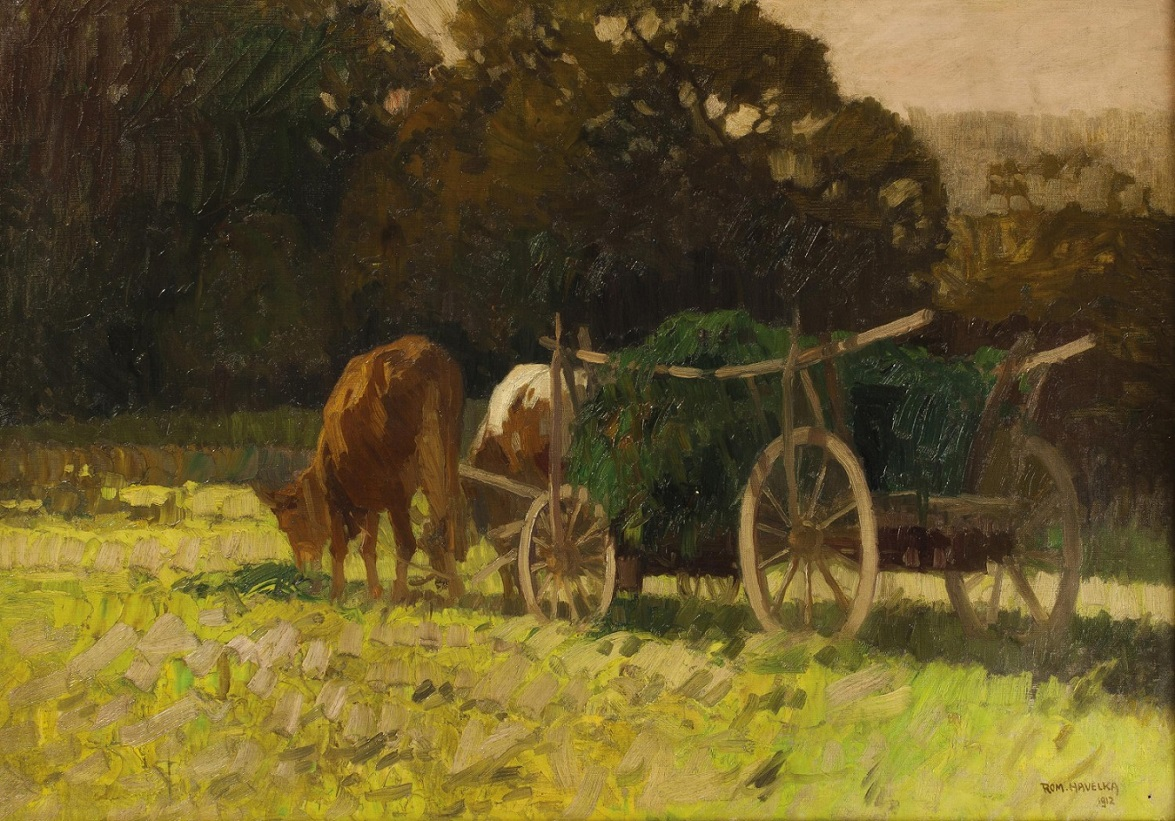
Roman Havelka Na louce (1912)
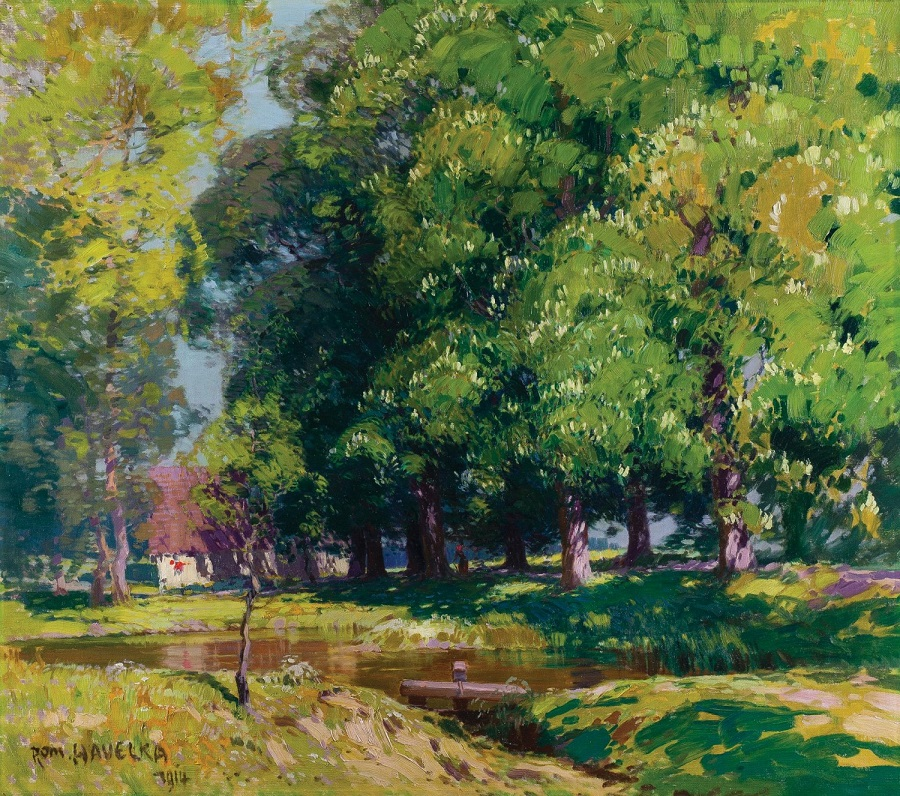
Roman Havelka Kvetoucí kaštany (1914)
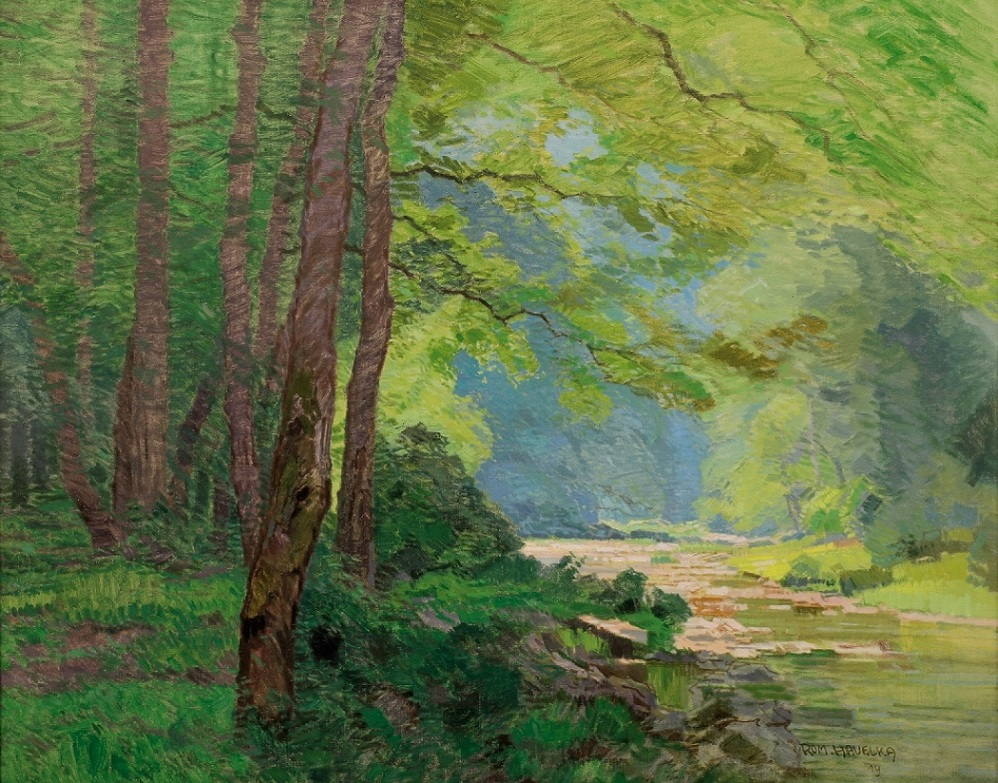
Roman Havelka Řeka v lese (1919)
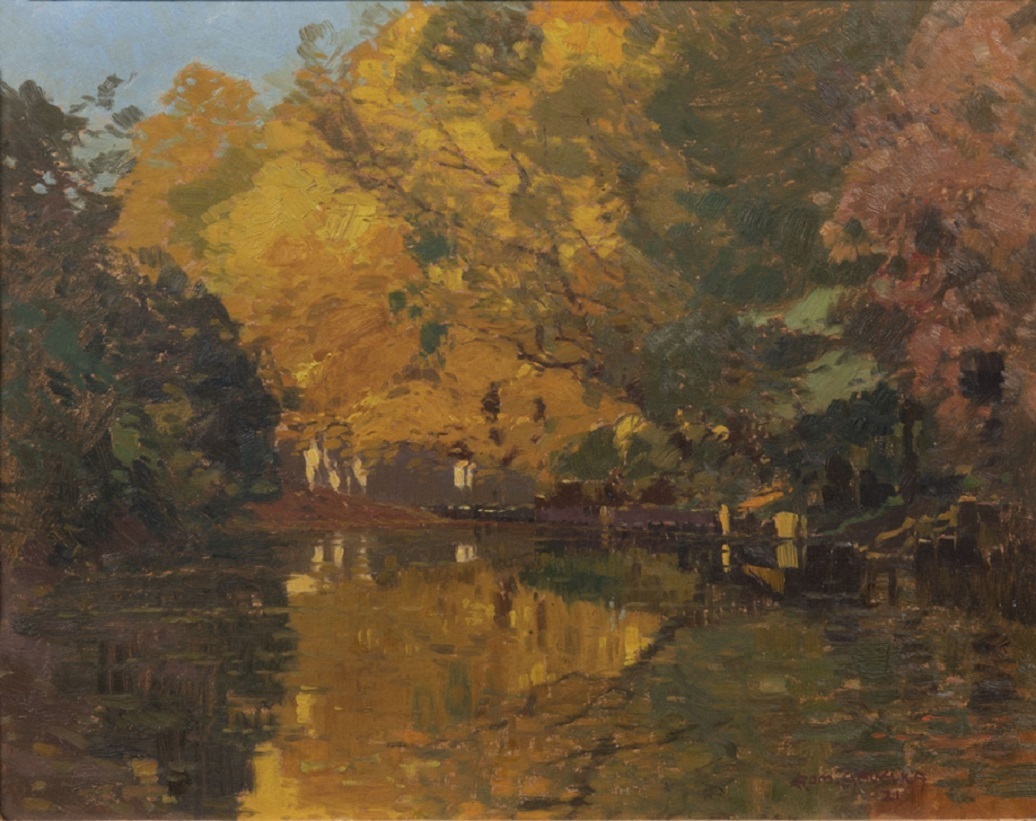
Roman Havelka Podzimní zrcadlení (1921)
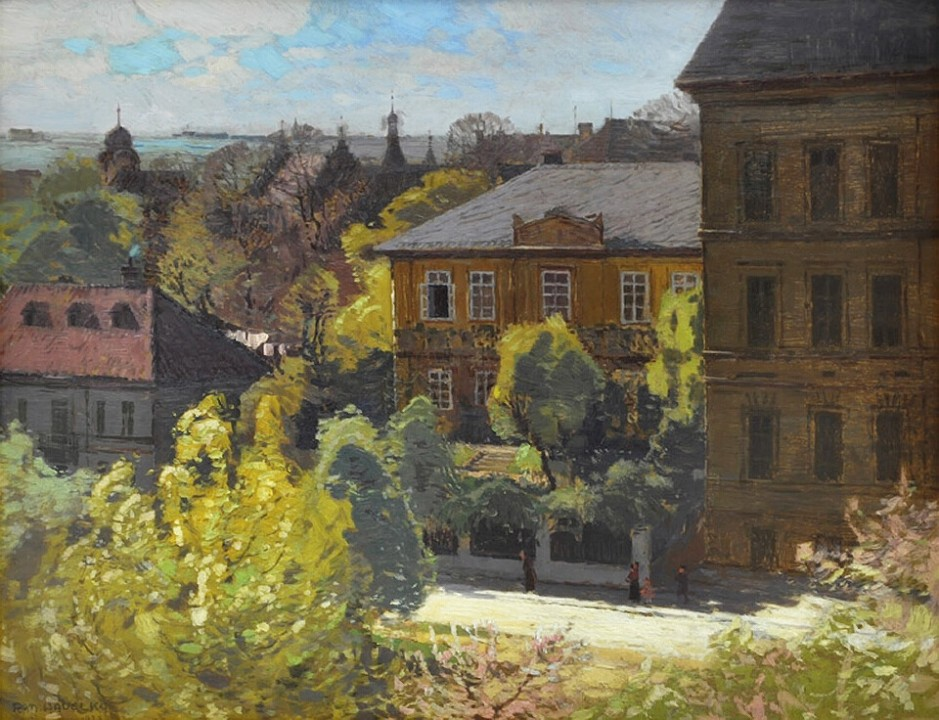
Roman Havelka Bubeneč (1923)
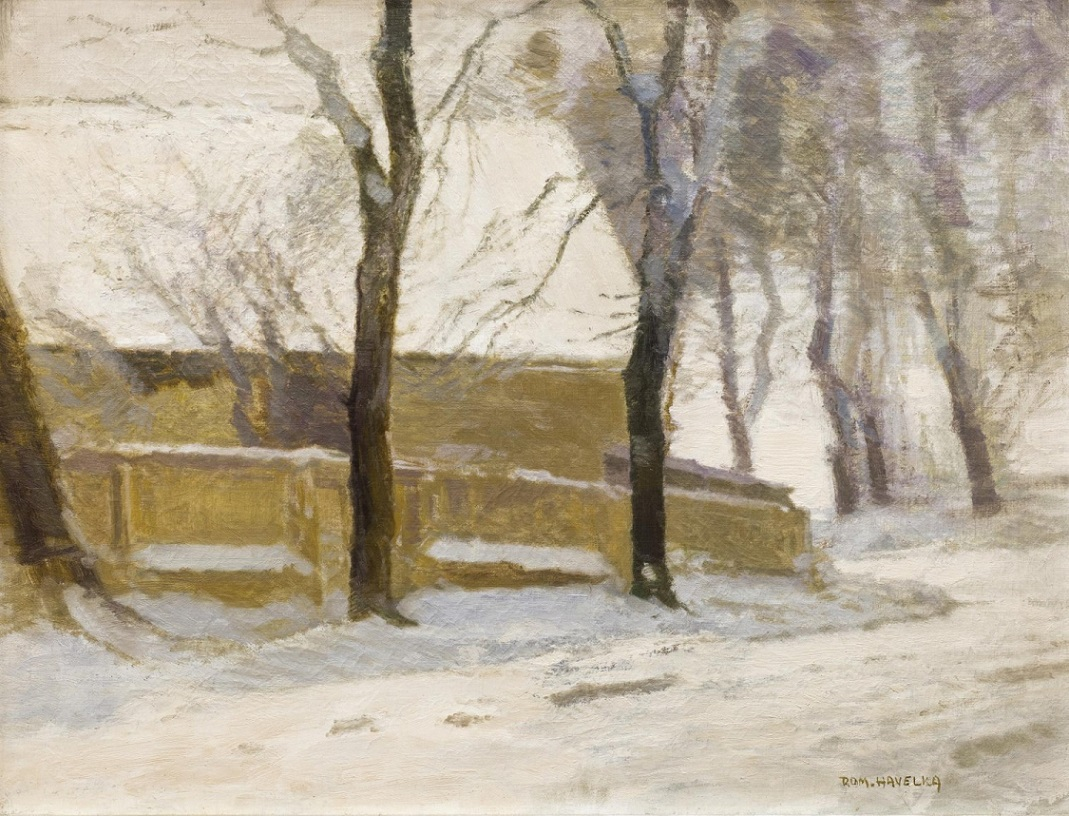
Roman Havelka Zima (1925)
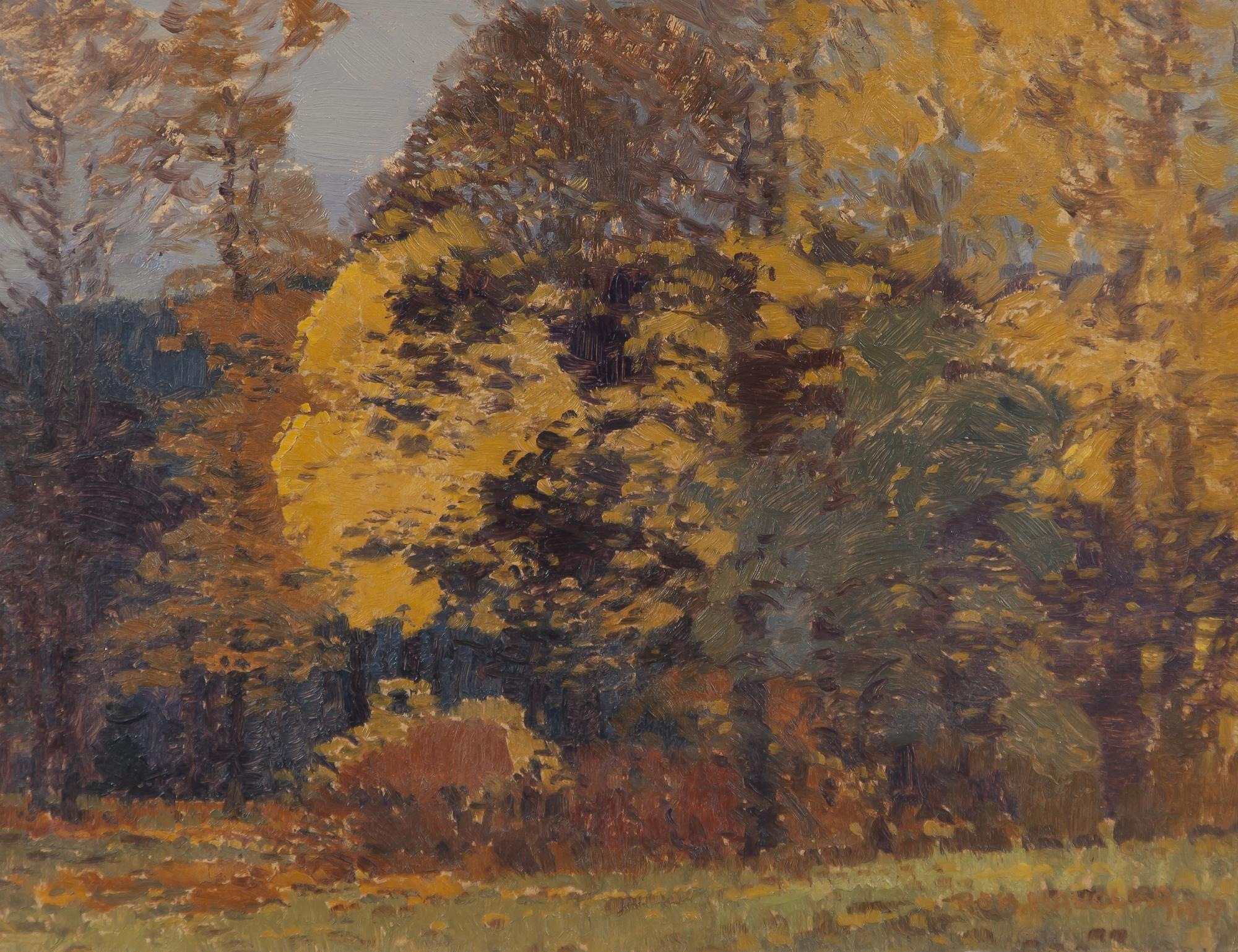
Roman Havelka Babí léto (1927)
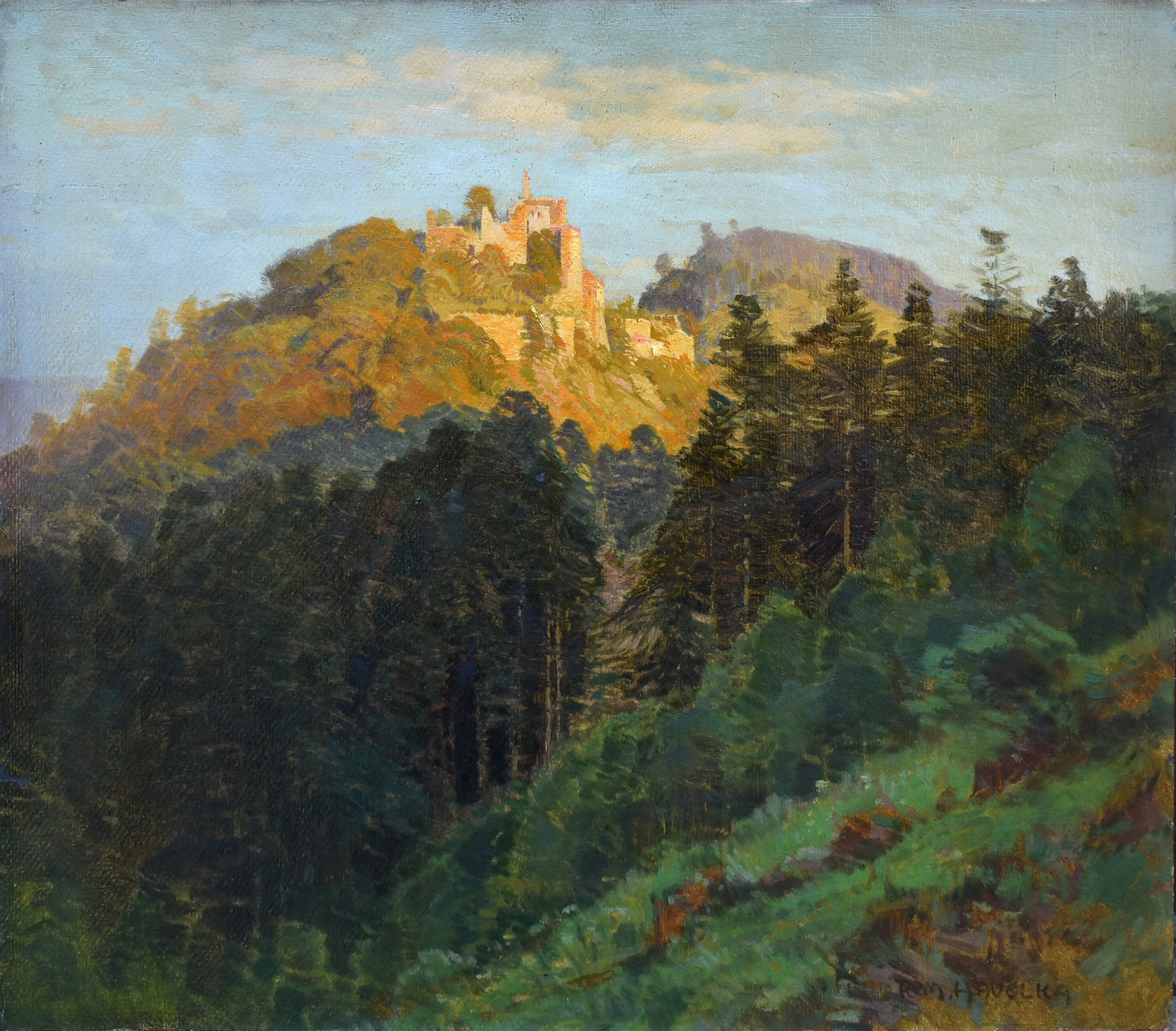
Roman Havelka - Hrad v podvečerním slunci.